# Burg Minfeld
Die Burg Minfeld (englisch Minfeld Castle, französisch Château de Minfeld) ist eine abgegangene Burg in der pfälzischen Gemeinde Minfeld im Landkreis Germersheim in Rheinland-Pfalz. Die Lage der Burg ist aufgrund der Straßenbezeichnung „Im Schloßgarten“ am südwestlichen Ortsrand lokalisierbar.

## Geschichte

### Chronologie
(Quellen: insbesondere Alle Burgen – Die Burgendatenbank und EBIDAT – Die Burgendatenbank)
1345/55	durch die Herren von Lichtenberg erbaut
1355   im Besitz der Leininger Grafen
1460	durch Kurfürst Friedrich I. erobert
1461   im Auftrag von Kurfürst Friedrich I. zerstört
1733   im Besitz von Pfalz-Zweibrücken
1735   König Ludwig XV. von Frankreich auf Burg Minfeld
1793	Nutzung als Lazarett
1794   Privatisierung
1835	abgebrochen

### Historischer Kontext
1346 übergab im Rahmen einer Familienauseinandersetzung Hanemann Herr zu Lichtenberg u. a. das Dorf Minfeld an seinen Sohn Heinrich, der von seinem Oheim, Graf Emich von Leiningen, unterstützt wurde. Heinrich von Lichtenberg begann mit der Errichtung des Wasserschlosses. 1355 löste Graf Emich von Leiningen u. a das an die Lichtenberger verpfändete Dorf Minfeld aus. 1379 erneuerte Pfalzgraf Ruprecht die Belehnung des Grafen Emich von Leiningen mit der Grafschaft Leiningen sowie Guntersblum, Falkenburg und Minfeld. 1388 teilten in einem Fehdebrief zahlreiche Niederadlige, u. a. ein Konrad Schirmer von Minfeld, mit, dass sie dem Grafen Emich von Leiningen helfen wollten, den Heinrich Herrn von Lichtenberg anzugreifen und zu pfänden.
Ab 1450 flammte ein neuer Streit zwischen den Grafen von Lichtenberg und den Grafen von Leiningen auf, so dass die Grafen von Lichtenberg mehrfach um die „Schirm“ des Pfalzgrafen bei Rhein und Herzogs von Bayern, Friedrich, baten. Graf Schoffried (Schaffrit) von Leiningen, Besitzer von Burg Minfeld, war von 1457 bis 1463 Gefangener der Lichtenberger.
Vor dem Hintergrund des Fürstenkrieges kam es 1460 zur zweiten Fehde des Herzogs Ludwig von Pfalz-Zweibrücken gegen seinen Vetter, den pfälzischen Kurfürsten Friedrich I. Die Leininger Grafen unterstützten den Herzog gegen ihren kurpfälzischen Lehnsgeber. Durch die gegenseitigen Übergriffe wurden die Dörfer Meckenheim, das Minfeld benachbarte Kandel sowie Haßloch, Böhl und Iggelheim schwer geschädigt. Nach der entscheidenden Schlacht mit den Truppen des Herzogs und der Leininger Grafen am 4. Juli 1460 bei Pfeddersheim veranlasste der siegreiche Kurfürst am 19. August den Angriff auf die leiningische Burg Haßloch und nach deren Fall den Angriff auf die von Leiningen und Pfalz-Zweibrücken verteidigte Burg Minfeld, die nach vier Tagen übergeben wurde. Der Kurfürst ließ die Burg im Mai 1461 durch den Vogt von Germersheim verbrennen und schleifen.
Vom Liedermacher Michael Beheim wurden ab 1468 in Heidelberg die Vorgänge in der Pfälzischen Reimchronik festgehalten und besungen.
Die sicherlich beschädigte Burg bestand weiter, allerdings war der in Gefangenschaft der Lichtenberger geratene Graf Schoffried von Leiningen zunächst gezwungen, die Burgen Gutenburg und Minfeld an die Lichtenberger zu übergeben. Nur einen Monat später erwarben Kurfürst Friedrich von der Pfalz und Pfalzgraf Ludwig von Zweibrücken-Veldenz die Anteile an den Burgen Gutenburg und Minfeld von Ludwig Herr von Lichtenberg. Graf Schoffried von Leiningen klagte dagegen 1466 erfolgreich vor dem Reichskammergericht. 1733 ging die erneuerte Burg komplett an das Herzogtum Zweibrücken, wobei die Herrschaft Guttenberg als französisches Lehen an Herzog Christian III. (Pfalz-Zweibrücken) kam. Nach seinem Tod 1735 huldigten die Schultheißen der Herrschaft, darunter auch der Schultheiß von Kandel, im „Schloß Minfeld“ ihrem Oberlehnsherren, König Ludwig XV. von Frankreich. Im Ersten Koalitionskrieg war die Anlage noch soweit intakt, dass sie als Lazarett dienen konnte. Die Burg gelangte schließlich im Zuge der Besetzung der Pfalz durch französische Revolutionsheere 1794 durch Versteigerung in Privatbesitz. Die Reste der Anlage wurden 1835 komplett abgerissen.

## Aufbau der Burg
Auf Basis zweier neuzeitlicher Skizzen bestand nach nicht dokumentierten Überbauungen die Wasserburg  im 19. Jahrhundert aus einer vierflügeligen Anlage mit Innenhof. Sie war als Annäherungshindernis komplett von einem Graben umgeben, der eine Verbindung mit dem Dierbach aufwies. Die mit neun Rundtürmen, davon vier Ecktürmen und drei Flankierungstürmen ausgestattete Anlage war nur über ein Portal mit Zugbrücke zugänglich. Auf dem Burggelände befanden sich ein Schlossbau, ein Amtshaus, ein Speichergebäude sowie Stallungen. Die Ringmauern dürften wie bei den zeitgenössischen regionalen Wasserburgen Biedesheim und Marientraut Schießscharten aufgewiesen haben.   